# Wicomico County
Das Wicomico County ist ein County US-Bundesstaat Maryland. Der Verwaltungssitz (County Seat) ist Salisbury. Bei der Volkszählung im Jahr 2020 hatte das County 103.588 Einwohner und eine Bevölkerungsdichte von 106 Einwohnern pro Quadratkilometer.

## Geographie

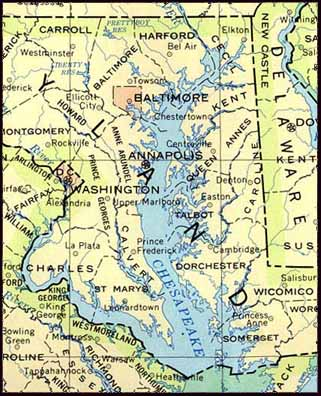
Die Chesapeake Bay mit dem Wicomico County

Das County liegt auf der Delmarva-Halbinsel am östlichen Ufer der Chesapeake Bay und grenzt im Norden an Delaware. Das Wicomico County hat eine Fläche von 1035 Quadratkilometern, davon sind 59 Quadratkilometer (5,66 Prozent) Wasserflächen. Es grenzt an folgende Countys:
| Dorchester County | Sussex County (Delaware) |                  |
|                   |                          |                  |
| Somerset County   |                          | Worcester County |

## Geschichte
Das Wicomico County wurde 1867 aus Teilen des Somerset und des Worcester County gebildet. Benannt wurde es nach dem Wicomico River, der das County durchfließt.
22 Bauwerke und Stätten des Countys sind im National Register of Historic Places eingetragen (Stand 15. November 2017).

## Demografische Daten
Nach der Volkszählung im Jahr 2010 lebten im Wicomico County 98.733 Menschen in 36.262 Haushalten. Die Bevölkerungsdichte betrug 101,2 Einwohner pro Quadratkilometer. In den 36.262 Haushalten lebten statistisch je 2,47 Personen.
Ethnisch betrachtet setzte sich die Bevölkerung zusammen aus  68,7 Prozent Weißen, 24,2 Prozent Afroamerikanern, 0,2 Prozent amerikanischen Ureinwohnern, 2,5 Prozent Asiaten sowie aus anderen ethnischen Gruppen; 2,5 Prozent stammten von zwei oder mehr Ethnien ab. Unabhängig von der ethnischen Zugehörigkeit waren 4,5 Prozent der Bevölkerung spanischer oder lateinamerikanischer Abstammung.
23,3 Prozent der Bevölkerung waren unter 18 Jahre alt, 63,3 Prozent waren zwischen 18 und 64 und 13,4 Prozent waren 65 Jahre oder älter. 52,2 Prozent der Bevölkerung war weiblich.

Das jährliche Durchschnittseinkommen eines Haushalts lag bei 46.404 USD. Das Prokopfeinkommen betrug 25.935 USD. 13,2 Prozent der Einwohner lebten unterhalb der Armutsgrenze.

## Städte und Gemeinden
Citys
- Fruitland
- Salisbury

Towns
| - Delmar - Hebron - Mardela Springs | - Pittsville - Sharptown - Willards |

Unincorporated Communitys
| - Allen - Bivalve - Nanticoke - Parsonsburg | - Powellville - Quantico - Tyaskin - Whitehaven |